# Isla Baránov
La isla de Baranof (también transcrita como Baranov o Baranoff, por Aleksandr Baránov), a veces llamada Shee o isla de Sitka (en inglés: Baranof Island) es una isla costera localizada en el norte del archipiélago Alexander, en la costa noroccidental del Panhandle de Alaska. Tiene unos 200 km de largo, 50 km de ancho y una superficie 4162 km², ligeramente más pequeña que el estado de Delaware, siendo por superficie la 8.ª isla de Alaska, la 10.ª de los Estados Unidos y la 137.ª del mundo. En el censo de 2000 en la isla vivían 8532 personas. Es una de las tres «islas ABC de Alaska» (Admiralty, Baranof y Chichagof), la más pequeña de las tres.

## Geografía
La isla de Chichagof está limitada: 
- al este, por el estrecho de Chatham (Chatham Strait), que la separa de las islas Kuiu y Admiralty;
- al norte, por el estrecho Peril (Peril Strait), un peligroso estrecho (como su nombre indica) que la separa de la isla de Chichagof.
- al oeste, un primer tramo por el Salibury Sound, que la separa de las islas de Kruzof y Partfshikof; un segundo tramo frente al Sitka Sound, en el que están las pequeñas islas costeras de Halleck y Krestof; y un último tramo, el más largo, abierto a las aguas del golfo de Alaska del océano Pacífico.

La isla tiene forma triangular, casi de punta de flecha. Sus costas son muy irregulares, con profundos entrantes y fiordos que crean muchos brazos, penínsulas y que casi llegan incluso a dividirla en varias partes. Los más importantes son:
- en la costa oriental, Port Conclusion, Port Lucy, Port Walter, la bahía de Patterson y cala Deep, las bahías de Gulf, Hoggar, Red Bluff, Warm Springs, Takatz y Kelp;
- en la costa norte, la bahía de Rodman;
- en la costa noroccidental, la bahía Fish;
- en la costa occidental, el Krestof Sound, el Nakwasina Sound, las bahías Katlan, Silver, Hot Springs, Necker y Whale, Sandy, Snipe, Big Branch, Puffin y Larch.

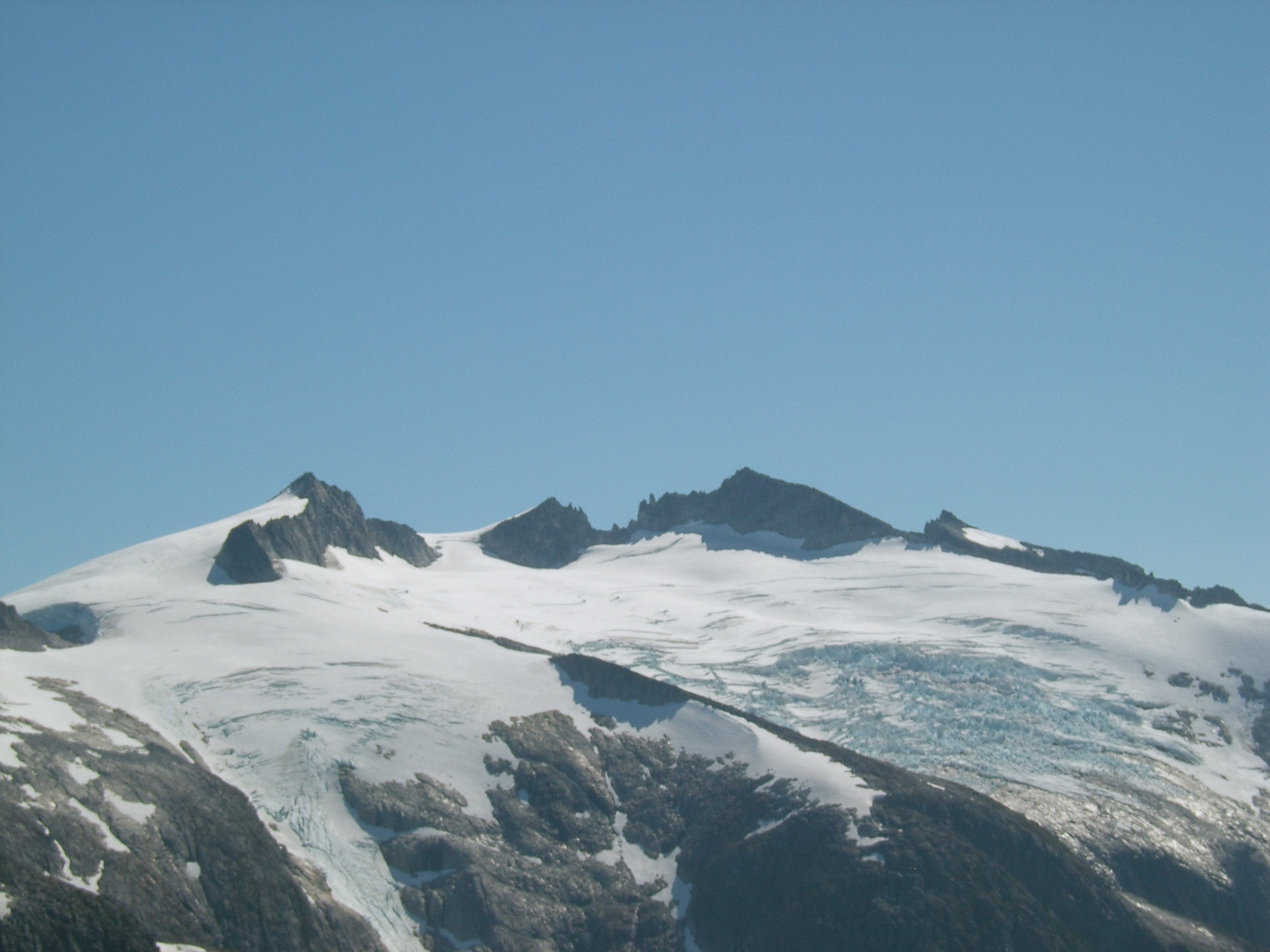
El Peak 5390, el más alto de la isla y del archipiélago.

La isla tiene, a su vez, varias islas costeras muy próximas, como la isla Catherine (86,93 km²), en el extremo nororiental; las islas Kruzof (433,75 km²) y Partfshikof (34,17 km²), en la costa noroccidental; las islas de Halleck, Krestof y Middle, en el Sitka Sound; y las pequeñas islas de Bjorka, Lodge y Beauchamp, en la costa frente al golfo de Alaska. 
En la isla hay varios lagos de importancia, como Betty y Borodino, en la parte sur; y Maksoutof, Deer, Khvostol, Rezanof, Pictnikot, Davidof, Upper Brentwood, Avoss, Benzemann, Carbon, Beaver, Baranof, Takakz y Kasnyku, en la parte central.
La isla de Baranof es la más montañosa de todas las islas del archipiélago Alexander, y en ella está también la montaña más alta del archipiélago, el Peak 5390 (aún no tiene nombre y los 5390 son los pies de altura, en metros, 1643 m).
Toda la isla está incluida en el bosque nacional Tongass.

## Comunidades
La población de la isla en el censo de 2000 fue de 8532 habitantes. 
Casi toda la isla es parte de la City and Borough de Sitka (Sitka también se extiende hacia el norte en la isla Chichagof; la única parte de Baranof que no está en Sitka es una pequeña franja de tierra (9,75 km²) en la esquina sureste, que pertenece al Área Censal de Petersburgo e incluye el asentamiento de Port Alexander. Esta sección tenía una población del censo de 2000 de 81 personas. Las ciudades de Baranof Warm Springs, Port Armstrong y Port Walter también se encuentran en la parte oriental de la isla. Goddard, una asentamiento ahora abandonado, a unas 16 millas al sur de Sitka, se caracterizaba por algunas casas privadas y sus aguas termales, con dos baños públicos. Hay también tres criaderos de salmón: uno situada al norte de Port Alexander, en Port Armstrong; otro situado al norte de Warm Springs Baranof, en Hidden Falls; y el último, al sur de Sitka, cerca del lago Medvejie. Este último es accesible por carretera de uso privado desde Sitka. Todas estas comunidades, a excepción de Port Alexander, están bajo la jurisdicción de la City and Borough de Sitka, y Sitka sirve como sede municipal. 
La pesca, el procesamiento de la pesca de mariscos y el turismo son sectores importantes de la isla, que es también famosa por el oso pardo y el venado de Sitka. 

## Historia
El primer asentamiento europeo en la isla fue establecido en 1799 por Aleksandr Baránov, director y primer gobernador de la Compañía Ruso-americana, en honor de quien fueron nombrados la isla y el archipiélago. El nombre de la isla le fue dado en 1805 por el capitán de la Marina Imperial Rusa Yuri Lisianski (Yuri Lisyansky). La isla se llamaba Sheet'-ka X'áat'l (a menudo simplemente expresado como Shee) por los nativos tlingit. 
La isla de Baranov fue el centro de la actividad de Rusia en América del Norte durante el período comprendido entre 1804-1867 y fue la sede del comercio de pieles ruso. 
Alrededor de 1900, en la isla Baranof había muchas pequeñas empresas de minería, sobre todo centradas alrededor de Sitka y en el lado norte de la isla, alrededor de la bahía de Rodman. Luego se establecieron fábricas de conservas, estaciones para la caza de ballenas y granjas de zorros en la isla y en las pequeñas islas que la rodean, aunque la mayoría fueron abandonadas por el comienzo de la Segunda Guerra Mundial. Los restos de estos puestos de avanzada son aún evidentes, aunque la mayoría están en un estado desastroso. 
El Informe Slattery de 1939 sobre el desarrollo de Alaska identificó la isla como uno de los ámbitos en que se establecerían nuevos asentamientos a través de la inmigración. Este plan nunca fue implementado.